# Уртамське сільське поселення
Урта́мське сільське поселення (рос. Уртамское сельское поселение) — сільське поселення у складі Кожевниковського району Томської області Росії.
Адміністративний центр — село Уртам.
Населення сільського поселення становить 1292 особи (2019; 1285 у 2010, 1449 у 2002).

## Склад
До складу сільського поселення входять:
| Населений пункт      | Населення, осіб (2002) | Населення, осіб (2010) |
| -------------------- | ---------------------- | ---------------------- |
| Могильники, присілок | 8                      | 5                      |
| Уртам, село          | 1441                   | 1280                   |